# Joseph Weigert

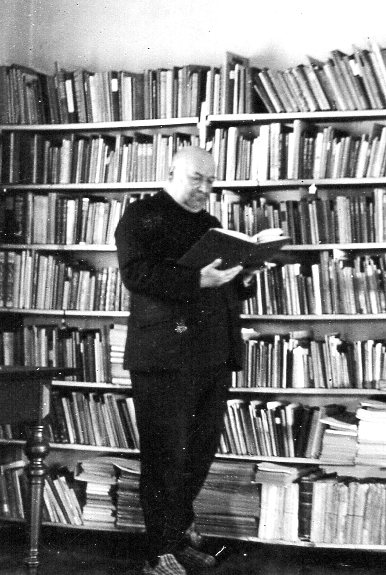
Pfarrer Joseph Weigert

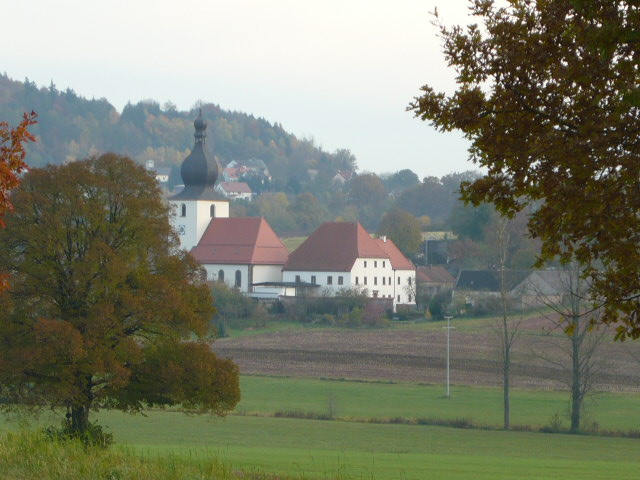
Pfarrkirche Mockersdorf

Joseph Weigert (* 14. Juli 1870 in Kelheim; † 9. September 1946 in Großenpinning) war ein deutscher römisch-katholischer Pfarrer, Schriftsteller und Landwirt in Mockersdorf.

## Leben und Wirken
Joseph Weigert war der Sohn eines Glasermeisters und besuchte später das humanistische Gymnasium in Metten. Nach dem Abitur bei den Benediktinern in Metten siedelte Weigert in das Regensburger Priesterseminar über. Nach Beendigung der Studien an der philosophisch-theologischen Hochschule wurde er am 16. Juni 1895 im Regensburger Dom zum Priester geweiht.
Anschließend wirkte er als Kooperator in Schwarzach bei Nabburg, Lindkirchen in der Hallertau, Burglengenfeld und Tirschenreuth.
Von Oktober 1900 bis Oktober 1931 war Weigert Pfarrer in der Pfarrei St. Michael (Mockersdorf), bewirtschaftete mit drei Dienstboten den größten Teil der Wiesen und Felder der Pfarrpfründe und schrieb in dieser Zeit zudem 13 Bücher.
Ludwig III. von Bayern verlieh ihm im Juni 1917 das König Ludwig-Kreuz für Verdienste während der Kriegszeit. 1925 verliehen ihm die Gemeinden Mockersdorf und Plössen das Ehrenbürgerrecht. 1931 verlieh ihm auch die Gemeinde Ramlesreuth das Ehrenbürgerrecht.
Vom 29. Oktober 1931 bis 1939 wirkte Weigert als Pfarrer in Sarching bei Donaustauf. 1939, im Alter von fast 70 Jahren, ging er in den Ruhestand und verbrachte diesen bis zu seinem Tod im kleinen Gäubodendorf Großenpinning mitten in der bayerischen Kornkammer.

## Werke
- Deutsche Volksschwänke des 16. Jahrhunderts (1. Auflage 1909)
- Das Dorf entlang-Ein Buch vom deutschen Bauerntum (1. Auflage 1915)
- Treu deiner Scholle – treu deinem Gott (1. Auflage 1920)
- Bauer, es ist Zeit! Ein Mahnwort an die Bauern (1. Auflage 1920)
- Die Volksbildung auf dem Lande (1. Auflage 1922)
- Beim Kienspanlicht (1. Auflage 1922)
- Religiöse Volkskunde (1. Auflage 1924)
- Bauernpredigten in Entwürfen (1. Auflage 1924)
- Des Volkes Denken und Reden (1. Auflage 1925)
- Heimat- und Volkstumspflege (1. Auflage 1925)
- Untergang der Dorfkultur (1. Auflage 1929)
- Die weibliche Jugend auf dem Lande (1. Auflage 1931)
- Von Beruf und Leben auf dem Lande (1. Auflage 1931)
- Von der Dorfpredigt (1. Auflage 1932)
- Die Ernte (1. Auflage 1934)